# Fernando Inciarte
Fernando Inciarte (Madrid, 30 maggio 1929 – Pamplona, 9 giugno 2000) è stato un filosofo, scrittore e professore universitario spagnolo.
Fu professore di filosofia all'Università di Münster e membro della Real Academia de Ciencias Morales y Políticas. All'inizio degli anni '50 fu uno dei fondatori della sezione tedesca dell'Opus Dei.

## Biografia
Dopo il suo primo dottorato di ricerca a Roma, nel 1952 Fernando Inciarte fu uno dei primi inviati da Josemaría Escrivá in Germania per fondare l'Opus Dei, insieme al sacerdote catalano Alfons Par, al medico Jorge Cervós-Navarro e all'avvocato Fernando Echeverría. Nel 1956 conseguì un secondo dottorato a Colonia e nel 1968 ottenne l'abilitazione all'insegnamento universitario all'Università Albert Ludwigs di Friburgo. Dal 1975 documentò i convegni dell'Istituto Lindenthal di Colonia. Dal 1975 fino al suo pensionamento nel 1994, fu professore ordinario di filosofia e direttore del Seminario di Filosofia presso l'Università di Münster. Tenne la sua lezione inaugurale all'Università di Münster il 15 maggio 1976. La sua attività di insegnamento e conferenziere comprendeva anche soggiorni come ospite presso varie università europee e nordamericane. Fu professore straordinario presso l'Università dell'Opus Dei di Navarra a Pamplona, dove tenne colloqui per dottorandi.
Inciarte si è occupato in particolare della filosofia di Aristotele, Heidegger, della fenomenologia e della filosofia del linguaggio anglosassone. La pubblicazione dei suoi scritti, alcuni dei quali rimasti inediti e in cui espone un proprio sistema filosofico, è negli archivi dell'Università di Navarra a Pamplona.
Inciarte analizzò le critiche mosse dal positivismo logico e dalla psicoanalisi alla metafisica tradizionale, concordando con esse su alcuni punti. Tali critiche non significavano la fine della metafisica come "filosofia prima", ma creava l'opportunità per correggere gli "squilibri" razionalistici o oggettivistici della metafisica..
Nei suoi saggi di filosofia politica, esaminò i fondamenti della comprensione spagnola della nazione e dello stato nel periodo della Transizione. 
Nella sua critica culturale, fu vicino a Robert Spaemann, che entusiasmò per l'Opus Dei.

## Premi e riconoscimenti
- 1998: Premio Roncesvalles (premio filosofico dell'Università di Navarra).[6]

## Scritti
- Die Reflexionsbestimmung im dialektischen Denken. Köln 1957.
- Forma Formarum: Strukturmomente der thomistischen Seinslehre im Rückgriff auf Aristoteles. Freiburg/München 1970.
- Transzendentale Einbildungskraft: zu Fichtes Frühphilosophie im Zusammenhang des transzendentalen Idealismus. Bonn 1970.
- Eindeutigkeit und Variation. Die Wahrung der Phänomene und das Problem des Reduktionismus. Freiburg/München 1973.
- El reto del positivismo lógico. Rialp, Madrid 1974, ISBN 84-321-1666-1.
- con Peter Geach, Robert Spaemann, Persönliche Verantwortung. Adamas-Verlag, Köln 1982.
- Natur- und/oder Vernunftrecht. 30 Thesen und ein Versuch. In: Fernando Inciarte, Berthold Wald (Hrsg.): Menschenrechte und Entwicklung. Im Dialog mit Lateinamerika (= Bibliotheca Ibero-Americana. Band 39). Vervuert, Frankfurt am Main 1992, ISBN 3-89354-539-5, pp. 87–99.
- Breve Teoría de La España Moderna. Eunsa, Pamplona 2001, ISBN 84-313-1915-1.
- Die Bedeutung der Freiheit für den seligen Josemaría Escrivá, in César Ortiz-Echagüe (a cura di): Josemaría Escrivá. Profile einer Gründergestalt. Adamas-Verlag, Köln 2002, pp. 419–432.
- Alejandro Llano (a cura di), Liberalismo y republicanismo. Ensayos de filosofía política. Eunsa, Pamplona 2001, ISBN 84-313-1924-0.
- Lourdes Flamarique (a cura di), Imágenes, palabras, signos. Sobre arte y filosofía. Eunsa, Pamplona 2004, ISBN 84-313-2165-2.
- Lourdes Flamarique (a cura di), First Principles, Substance and Action. Georg Olms, Hildesheim 2005, ISBN 978-3-487-12987-7.
- María Antonia Labrada Rubio (a cura di), La imaginación trascendental en la vida, en el arte y en la filosofía. Eunsa, Pamplona 2012, ISBN 978-84-313-2867-2.
- Lourdes Flamarique (a cura di), Cultura y verdad. Eunsa, Pamplona 2016, ISBN 978-84-313-3158-0.